# 17.ª etapa del Tour de Francia 2020
La 17.ª etapa del Tour de Francia 2020 tuvo lugar el 16 de septiembre de 2020 entre Grenoble y el Col de la Loze sobre un recorrido de 170 km y fue ganada por el colombiano Miguel Ángel López del equipo Astana por delante del esloveno Primož Roglič, que amplió su ventaja en la clasificación general respecto a su compatriota y más inmediato perseguidor Tadej Pogačar.

## Clasificación de la etapa
| \| Clasificación de la etapa \| Clasificación de la etapa \| Clasificación de la etapa \| Clasificación de la etapa \| Clasificación de la etapa \| \| Ciclista \| Ciclista \| Equipo \| Tiempo \| \| \| ------------------------- \| ------------------------- \| ------------------------- \| ------------------------- \| ------------------------- \| \| 1.º \| Miguel Ángel López \| Astana \| 4 h 49 min 10 s \| \| \| 2.º \| Primož Roglič \| Jumbo-Visma \| + 15 s \| \| \| 3.º \| Tadej Pogačar \| UAE Team Emirates \| + 30 s \| \| \| 4.º \| Sepp Kuss \| Jumbo-Visma \| + 56 s \| \| \| 5.º \| Richie Porte \| Trek-Segafredo \| + 1 min 01 s \| \| \| 6.º \| Enric Mas \| Movistar Team \| + 1 min 12 s \| \| \| 7.º \| Mikel Landa \| Bahrain McLaren \| + 1 min 20 s \| \| \| 8.º \| Adam Yates \| Mitchelton-Scott \| + 1 min 20 s \| \| \| 9.º \| Rigoberto Urán \| EF Pro Cycling \| + 1 min 59 s \| \| \| 10.º \| Tom Dumoulin \| Jumbo-Visma \| + 2 min 13 s \| \| |                    |                   |                 |
| |                    |                   |                 |
| Fuente: ProCyclingStats |                    |                   |                 |
| Clasificación de la etapa |                    |                   |                 |
| Ciclista | Ciclista           | Equipo            | Tiempo          |
| 1.º | Miguel Ángel López | Astana            | 4 h 49 min 10 s |
| 2.º | Primož Roglič      | Jumbo-Visma       | + 15 s          |
| 3.º | Tadej Pogačar      | UAE Team Emirates | + 30 s          |
| 4.º | Sepp Kuss          | Jumbo-Visma       | + 56 s          |
| 5.º | Richie Porte       | Trek-Segafredo    | + 1 min 01 s    |
| 6.º | Enric Mas          | Movistar Team     | + 1 min 12 s    |
| 7.º | Mikel Landa        | Bahrain McLaren   | + 1 min 20 s    |
| 8.º | Adam Yates         | Mitchelton-Scott  | + 1 min 20 s    |
| 9.º | Rigoberto Urán     | EF Pro Cycling    | + 1 min 59 s    |
| 10.º | Tom Dumoulin       | Jumbo-Visma       | + 2 min 13 s    |

## Clasificaciones al final de la etapa

### Clasificación general(Maillot Jaune)
| \| Clasificación general \| Clasificación general \| Clasificación general \| Clasificación general \| Clasificación general \| \| Ciclista \| Ciclista \| Equipo \| Tiempo \| \| \| --------------------- \| --------------------- \| --------------------- \| --------------------- \| --------------------- \| \| 1.º \| Primož Roglič \| Jumbo-Visma \| 74 h 56 min 04 s \| \| \| 2.º \| Tadej Pogačar \| UAE Team Emirates \| + 57 s \| \| \| 3.º \| Miguel Ángel López \| Astana \| + 1 min 26 s \| \| \| 4.º \| Richie Porte \| Trek-Segafredo \| + 3 min 05 s \| \| \| 5.º \| Adam Yates \| Mitchelton-Scott \| + 3 min 14 s \| \| \| 6.º \| Rigoberto Urán \| EF Pro Cycling \| + 3 min 24 s \| \| \| 7.º \| Mikel Landa \| Bahrain McLaren \| + 3 min 27 s \| \| \| 8.º \| Enric Mas \| Movistar Team \| + 4 min 18 s \| \| \| 9.º \| Tom Dumoulin \| Jumbo-Visma \| + 7 min 23 s \| \| \| 10.º \| Alejandro Valverde \| Movistar Team \| + 9 min 31 s \| \| |                    |                   |                  |
| |                    |                   |                  |
| Fuente: ProCyclingStats |                    |                   |                  |
| Clasificación general |                    |                   |                  |
| Ciclista | Ciclista           | Equipo            | Tiempo           |
| 1.º | Primož Roglič      | Jumbo-Visma       | 74 h 56 min 04 s |
| 2.º | Tadej Pogačar      | UAE Team Emirates | + 57 s           |
| 3.º | Miguel Ángel López | Astana            | + 1 min 26 s     |
| 4.º | Richie Porte       | Trek-Segafredo    | + 3 min 05 s     |
| 5.º | Adam Yates         | Mitchelton-Scott  | + 3 min 14 s     |
| 6.º | Rigoberto Urán     | EF Pro Cycling    | + 3 min 24 s     |
| 7.º | Mikel Landa        | Bahrain McLaren   | + 3 min 27 s     |
| 8.º | Enric Mas          | Movistar Team     | + 4 min 18 s     |
| 9.º | Tom Dumoulin       | Jumbo-Visma       | + 7 min 23 s     |
| 10.º | Alejandro Valverde | Movistar Team     | + 9 min 31 s     |

### Clasificación por puntos(Maillot Vert)
| Clasificación por puntos | Clasificación por puntos | Clasificación por puntos         | Clasificación por puntos | Clasificación por puntos |
| Ciclista                 | Ciclista                 | Equipo                           | Puntos                   |                          |
| ------------------------ | ------------------------ | -------------------------------- | ------------------------ | ------------------------ |
| 1.º                      | Sam Bennett              | Deceuninck-Quick Step            | 278 pts                  |                          |
| 2.º                      | Peter Sagan              | Bora-Hansgrohe                   | 231 pts                  |                          |
| 3.º                      | Matteo Trentin           | CCC Team                         | 218 pts                  |                          |
| 4.º                      | Bryan Coquard            | B&B Hotels-Vital Concept p/b KTM | 171 pts                  |                          |
| 5.º                      | Caleb Ewan               | Lotto-Soudal                     | 158 pts                  |                          |
| 6.º                      | Julian Alaphilippe       | Deceuninck-Quick Step            | 150 pts                  |                          |
| 7.º                      | Wout van Aert            | Jumbo-Visma                      | 131 pts                  |                          |
| 8.º                      | Michael Mørkøv           | Deceuninck-Quick Step            | 120 pts                  |                          |
| 9.º                      | Tadej Pogačar            | UAE Team Emirates                | 112 pts                  |                          |
| 10.º                     | Alexander Kristoff       | UAE Team Emirates                | 100 pts                  |                          |

### Clasificación de la montaña(Maillot à Pois Rouges)
| Clasificación de la montaña | Clasificación de la montaña | Clasificación de la montaña      | Clasificación de la montaña | Clasificación de la montaña |
| Ciclista                    | Ciclista                    | Equipo                           | Puntos                      |                             |
| --------------------------- | --------------------------- | -------------------------------- | --------------------------- | --------------------------- |
| 1.º                         | Tadej Pogačar               | UAE Team Emirates                | 66 pts                      |                             |
| 2.º                         | Primož Roglič               | Jumbo-Visma                      | 63 pts                      |                             |
| 3.º                         | Miguel Ángel López          | Astana                           | 51 pts                      |                             |
| 4.º                         | Benoît Cosnefroy            | AG2R La Mondiale                 | 36 pts                      |                             |
| 5.º                         | Pierre Rolland              | B&B Hotels-Vital Concept p/b KTM | 36 pts                      |                             |
| 6.º                         | Nans Peters                 | AG2R La Mondiale                 | 32 pts                      |                             |
| 7.º                         | Richard Carapaz             | Ineos Grenadiers                 | 32 pts                      |                             |
| 8.º                         | Marc Hirschi                | Team Sunweb                      | 31 pts                      |                             |
| 9.º                         | Richie Porte                | Trek-Segafredo                   | 28 pts                      |                             |
| 10.º                        | Lennard Kämna               | Bora-Hansgrohe                   | 27 pts                      |                             |

### Clasificación del mejor joven(Maillot Blanc)
| Clasificación del mejor joven | Clasificación del mejor joven | Clasificación del mejor joven | Clasificación del mejor joven | Clasificación del mejor joven |
| Ciclista                      | Ciclista                      | Equipo                        | Tiempo                        |                               |
| ----------------------------- | ----------------------------- | ----------------------------- | ----------------------------- | ----------------------------- |
| 1.º                           | Tadej Pogačar                 | UAE Team Emirates             | 74 h 57 min 01 s              |                               |
| 2.º                           | Enric Mas                     | Movistar Team                 | + 3 min 21 s                  |                               |
| 3.º                           | Valentin Madouas              | Groupama-FDJ                  | + 1 h 24 min 17 s             |                               |
| 4.º                           | Daniel Felipe Martínez        | EF Pro Cycling                | + 1 h 48 min 51 s             |                               |
| 5.º                           | Lennard Kämna                 | Bora-Hansgrohe                | + 1 h 52 min 47 s             |                               |
| 6.º                           | Harold Tejada                 | Astana                        | + 2 h 11 min 39 s             |                               |
| 7.º                           | Neilson Powless               | EF Pro Cycling                | + 2 h 27 min 20 s             |                               |
| 8.º                           | Niklas Eg                     | Trek-Segafredo                | + 2 h 30 min 43 s             |                               |
| 9.º                           | Marc Hirschi                  | Team Sunweb                   | + 2 h 42 min 49 s             |                               |
| 10.º                          | Pavel Sivakov                 | Ineos Grenadiers              | + 3 h 36 min 45 s             |                               |

### Clasificación por equipos(Classement par Équipe)
| Clasificación por equipos | Clasificación por equipos | Clasificación por equipos | Clasificación por equipos |
| Equipo                    | Equipo                    | Tiempo                    |                           |
| ------------------------- | ------------------------- | ------------------------- | ------------------------- |
| 1.º                       | Movistar Team             | 224 h 49 min 23 s         |                           |
| 2.º                       | Jumbo-Visma               | + 30 min 07 s             |                           |
| 3.º                       | EF Pro Cycling            | + 1 h 03 min 21 s         |                           |
| 4.º                       | Bahrain McLaren           | + 1 h 04 min 04 s         |                           |
| 5.º                       | Ineos Grenadiers          | + 1 h 17 min 59 s         |                           |
| 6.º                       | Trek-Segafredo            | + 1 h 28 min 37 s         |                           |
| 7.º                       | Astana                    | + 1 h 33 min 59 s         |                           |
| 8.º                       | AG2R La Mondiale          | + 2 h 37 min 56 s         |                           |
| 9.º                       | UAE Team Emirates         | + 2 h 49 min 25 s         |                           |
| 10.º                      | Arkéa-Samsic              | + 2 h 55 min 08 s         |                           |

## Abandonos
- Egan Bernal no tomó la salida con dolores de espalda.[2]
- Stefan Küng no tomó la salida para preparar el Mundial.[3]
- Mikel Nieve abandonó durante la etapa[4] por problemas físicos.
- Jens Debusschere por fuera de control.[5]